# 이근호 (1996년)
이근호(李根好, 1996년 5월 21일~)는 대한민국의 축구 선수로, 포지션은 스트라이커였다.

## 구단 경력
신재흠 감독이 지휘봉을 잡고 있는 축구명문 연세대학교를 졸업하고 2017년 12월 7일 K리그1의 포항 스틸러스에 입단하였다.
2018년 3월 3일 열린 대구와의 홈 경기에서 교체투입되며 데뷔전을 치렀고, 5월 5일 열린 울산과의 경기에서 전반 20분 데뷔골을 터트렸다. 데뷔 첫 시즌 30경기에 나서 3골 4도움을 기록하였다.
2019시즌을 앞두고 전북 현대 모터스로 이적했다. 하지만 전북 이적이후 많은 기회를 얻지 못했고, 2019년 여름 이적시장을 통해 제주 유나이티드로 임대되었다.
2023시즌을 앞두고 안산 그리너스에 입단했으나 첫경기부터 부상을 당하였고 그후 잦은 부상으로 인해 경기를 거의 뛰지 못하였고 6월 30일 계약해지를 하였다.

## 국가대표팀 경력
이근호는 언남고등학교 축구부 시절, 2014년에 대한민국 U-19 대표팀에 선발된 적이 있었다. 언남고를 졸업하고 연세대학교 축구부에 입단하였으며, 2016년 대한민국 대학 축구 선발팀으로써 베트남에서 열린 BTV컵에 출전하였다. 2017년에는 덴소컵 한일 대학축구정기전과 타이베이시에서 열린 하계유니버시아드 대표팀에 선발되었다.
2018년에는 중국에서 열린 AFC U-23 대표팀에 선발되었다. 1월 11일 쿤산 스포츠 센터에서 열린 베트남과의 D조 1차전 경기에서 원톱으로 선발 출전하였고, 역전골을 기록하며 어려웠던 경기 속 팀의 승리를 가져다주었다. 시리아와의 2차전 경기는 교체 출장하였으나, 0-0 무승부를 거두었다. 3차전 호주와의 경기에서는 다시 선발로 출장하였고, 2골 1도움을 기록하며 팀의 3-2 승리의 일등공신으로 활약하였다. 대한민국 U-23 대표팀은 조 1위로 말레이시아와 8강전에서 맞붙게 되었으며, 이근호는 또 다시 원톱으로 선발 출전하였다. 이근호는 이 경기에서 팀의 두 번째 골에 도움을 기록하며, 또 다시 팀의 승리에 일조하였다.